# محوطه وسمجان بالا
محوطه وسمجان بالا مربوط به دوره اشکانیان - دوره ساسانیان - سده‌های اولیه دوران‌های تاریخی پس از اسلام است و در شهرستان سیاهکل، بخش دیلمان، دهستان پیرکوه، روستای وسمجان بالا واقع شده و این اثر در تاریخ ۹ بهمن ۱۳۸۶ با شمارهٔ ثبت ۲۰۷۰۴ به‌عنوان یکی از آثار ملی ایران به ثبت رسیده‌است.